# Norma TCO
La certificación TCO fue creada inicialmente por la Confederación sueca de Empleados Profesionales (TCO) para garantizar que los productos informáticos adquiridos por empleadores cumplan con determinados estándares ecológicos y sean lo suficientemente ergonómicos como para prevenir potenciales deterioros de salud a largo plazo. Adquirió fama en los años 90. TCO es una de las certificaciones más antiguas de productos electrónicos para usuarios finales: su primera versión fue publicada en 1992.

## Requisitos de TCO
TCO publica directrices nuevas cada 3 o 4 años. Los estándares pasaron de cubrir únicamente monitores de ordenador en 1992 a cubrir una amplia variedad de dispositivos.

## Categorías de productos
TCO abarca las siguientes categorías de productos: pantallas, notebooks, tabletas, teléfonos inteligentes, computadoras de escritorio, all-in-one PCs, proyectores, headsets, y productos de data center: equipamiento de red, productos de almacenamiento y servidores.